# Stenopsyche formosana
Stenopsyche formosana är en nattsländeart som beskrevs av Kobayashi 1987. Stenopsyche formosana ingår i släktet Stenopsyche och familjen Stenopsychidae. Inga underarter finns listade i Catalogue of Life.